# Afrotyphlops elegans
Espèce
Synonymes
- Typhlops elegans Peters, 1868

Afrotyphlops elegans est une espèce de serpents de la famille des Typhlopidae. 

## Répartition
Cette espèce est endémique de l'île de Principe à Sao Tomé-et-Principe.

## Publication originale
- Peters, 1868 : Über eine neue Nagergattung, Chiropodomys penicullatus, sowie über einige neue oder weniger bekannte Amphibien und Fische. Monatsberichte der Königlichen Preussischen Akademie der Wissenschaften zu Berlin, vol. 1868, p. 448-461 (texte intégral).